# Synagoga w Rychnovie nad Kněžnou
Synagoga w Rychnovie nad Kněžnou (cz. Synagoga v Rychnově nad Kněžnou) – synagoga znajdująca się w Rychnovie nad Kněžnou, w Czechach, przy ulicy Palackého.
Synagoga została zbudowana w 1787 roku na miejscu starszej. Spłonęła w 1830 roku. Po pożarze odbudowana w stylu klasycystycznym. Podczas niemieckiej okupacji ziem czeskich została zdewastowana. Po zakończeniu wojny była wykorzystywana jako magazyn. Obecnie po remoncie z lat 90. pełni rolę muzeum żydowskiego oraz Muzeum Podorlicka i Karla Poláčka.